# Sun Chuanfang
Sun Chuanfang 孫傳芳T, 孙传芳S, Sūn ChuánfāngP, Sun Ch'uan-fangW noto come Signore della guerra di Nanchino (Distretto di Licheng, 17 aprile 1885 – Tianjin, 13 novembre 1935) è stato un generale e politico cinese, signore della guerra capo della Lega delle cinque province. Apparteneva alla cricca di Zhili ed era un pupillo del maresciallo di giada, Wu Peifu.

## Biografia
Sun Chuanfang nacque nel distretto di Licheng, Shandong. Wang Yingkai. Ufficiale emergente nel Corpo d'armata del Pei-yang e protetto da Yuan Shikai, comandante del Corpo d'armata del Pei-yang che aveva sposato la sorella di Sun, approfittò della posizione di suo cognato posizione e si aggregò ad un campo di addestramento nel 1902. Wang in seguito raccomandò a Sun di frequentare l'Accademia Militare di Tianjin in considerazione delle eccezionali capacità di quest'ultimo. Nel 1904 inviò Sun all'estero, anche in Giappone, per ottenere una migliore formazione al Tokyo Shinbu Gakko, una scuola preparatoria militare. Sun si diplomò alla sesta classe dell'Accademia imperiale dell'esercito giapponese e tornò in Cina nel 1908. Al suo ritorno dal Giappone, Wang e il suo alleato politico, Tie Liang, erano tra quelli che presiedevano all'esame finalizzato a testare l'abilità dei neolaureati. Sun superò la prova e divenne un ufficiale del Corpo d'armata del Pei-yang e in seguito fu reclutato da Wang Zhanyuan per entrare nella cricca di Zhili. In seguito alla rivoluzione Xinhai, scalò rapidamente i ranghi nell'esercito. Sun divenne governatore militare di Fujian il 20 marzo 1923. Aveva sede nella provincia di Hubei e in precedenza aveva combattuto nella guerra Zhili-Anhui del 1920.
Nel 1924, all'inizio della rima guerra Jiangsu-Zhejiang, Sun comandò la IV Armata nella provincia Fujian. Uno dei suoi primi atti fu quello di sostenere il suo alleato Qi Xieyuan, risalendo da sud con una mossa che gli consentì di sconfiggere il signore della guerra rivale Lu Yongxiang e la conquista di Shanghai. Successivamente venne premiato con il governatorato militare di Zhejiang (20 settembre 1924-19 dicembre 1926). Tuttavia, i suoi alleati Zhili nel nord furono sconfitti durante la seconda guerra Zhili-Fengtian, alla fine della quale la cricca Zhili perse tutte le sue province settentrionali a favore di Zhang Zuolin e Feng Yuxiang del Guominjun. Nel 1925 il Guominjun lanciò una spedizione congiunta Anhui-Fengtian sotto Zhang Zongchang, riprendendo brevemente Jiangsu e Shanghai a gennaio. Mancando il supporto di Sun Chuanfang, Qi Xieyuan fu costretto a dimettersi e fuggì in Giappone, ma non prima di trasferire ciò che rimaneva del suo esercito demoralizzato e gravemente ridotto al comando di Sun Chuanfang.
Zhang Zongchang e Sun Chuanfang ora si fronteggiavano l'un l'altro su una linea di battaglia delineata solo da Shanghai. Per il resto dell'anno i due generali avversari rimasero in attesa. Poi, nell'autunno del 1925, arrivò l'occasione: Sun lanciò un contrattacco che spinse Zhang Zongchang e le sue forze fuori dai distretti cinesi di Shanghai. Nei successivi due anni Sun estese il suo dominio includendo Jiangsu, Fujian, Anhui e Jiangxi. Il 25 novembre 1925 stabilì il suo quartier generale a Nanchino come governatore militare di Jiangsu.

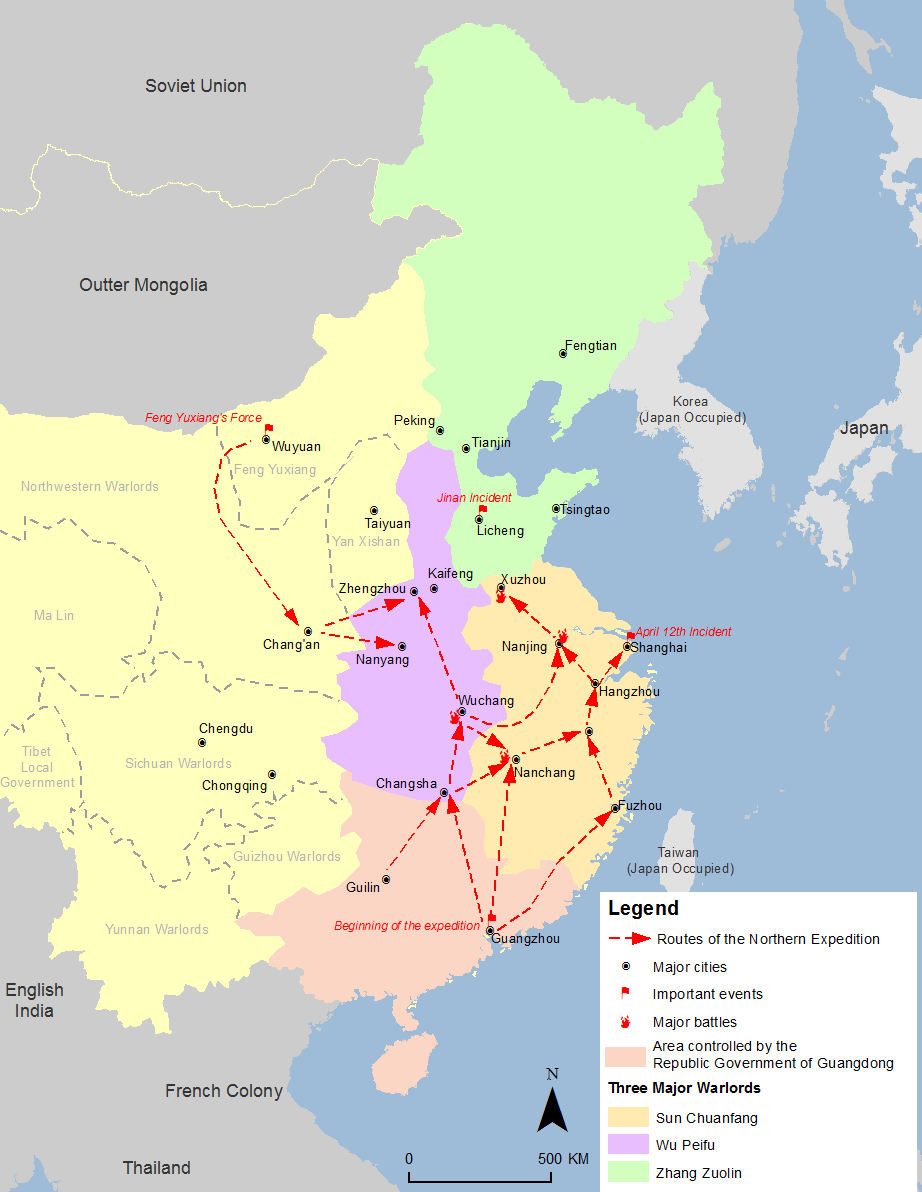
Mappa mostrante I territori di Sun Chuanfang durante la Spedizione del Nord.

La Spedizione del Nord mise fine al suo dominio. Nel marzo 1927 Shanghai fu conquistata dai comunisti alleati dell'Esercito rivoluzionario nazionale e Sun fu costretto a fuggire a Nanchino. Dopo ripetute sconfitte che causarono grandi perdite alle sue forze, cercò brevemente il sostegno di Zhang Xueliang ma, diffidando delle motivazioni di Zhang, fuggì a Dalian nella Concessione giapponese del Kwantung. Dopo l'Incidente di Mukden del 1931, Sun si è trasferito alla concessione inglese a Tianjin, dove prese la tonsura e annunciò il suo ritiro dagli affari mondiali per diventare un monaco buddista.
Tuttavia, il 13 novembre 1935 fu assassinato a Tianjin da Shi Jianqiao, la figlia di Shi Congbin, che dieci anni prima era stato comandante delle unità nello Shandong. Nell'ottobre del 1925, durante la seconda guerra tra le cricche Zhili e Fengtian, Shi Congbin era stato catturato da Sun Chuanfang, che lo aveva fatto decapitare senza alcun processo e fece esporre la sua testa su un palo. Lei fu comunque perdonata dal governo del Kuomintang.